# Kreisjägerschaft
Eine Kreisjägerschaft, in einzelnen Bundesländern auch als Kreisgruppe, Kreisjagdverein oder Jagdverein bezeichnet, ist ein Mitgliedsverein des jeweiligen Landesjagdverbandes. In der Regel als Zusammenschluss aller organisierter Jäger des Kreises oder einer kreisfreien Stadt gehört zu ihrer Aufgabe die Zusammenarbeit mit der unteren Jagdbehörden und dem Natur- und Tierschutz der jeweiligen Region. Kreisjägerschaften organisieren in der Regel auch die Wahl eines Kreisjagdmeisters; gelegentlich auch Kreisjägermeister genannt. Näheres hierzu regeln die Landesjagdgesetze. Ebenfalls die Durchführung von Brauchbarkeitsprüfungen für Jagdhunde und die Durchführung von Hege- und Trophäenschauen gehören zu ihren Aufgaben.
Eine Untergliederung der Kreisjägerschaften sind die Hegeringe.